# Ratia
Ratia è una città dell'India di 23.821 abitanti, situata nel distretto di Fatehabad, nello stato federato dell'Haryana. In base al numero di abitanti la città rientra nella classe III (da 20.000 a 49.999 persone).

## Geografia fisica
La città è situata a 29° 40' 60 N e 75° 34' 60 E e ha un'altitudine di 209 m s.l.m..

## Società

### Evoluzione demografica
Al censimento del 2001 la popolazione di Ratia assommava a 23.821 persone, delle quali 12.615 maschi e 11.206 femmine. I bambini di età inferiore o uguale ai sei anni assommavano a 3.507, dei quali 1.925 maschi e 1.582 femmine. Infine, coloro che erano in grado di saper almeno leggere e scrivere erano 14.475, dei quali 8.285 maschi e 6.190 femmine.